# 程小龍
程小龍（Ronny Ching Siu Lung，1954年7月29日—），香港男演員、導演、監製及音效師。前無綫電視藝員。

## 簡歷
程小龍是導演程剛次子，兄長為武术指导兼導演程小東。他15歲便加入邵氏電影公司學習音效，20歲滿師後主要負責電影視覺效果和煙火設計工作，至1980年代後期開始參與幕前演出，曾演過多套香港電影如「古惑仔」電影系列，1997年更加入無綫電視，成為旗下藝員。他於1997年在《刑事偵緝檔案III》中飾演北京公安隊長「喬進」一角，被當時觀眾誤以為是真正內地人。
2001年初，程小龍到北京德外大街建立北京龙音效文化传媒有限公司，開設錄音室專門從事電視、電影及其他音效製作生意。他曾參與製作逾千套電影包括《旺角卡門》、《喋血街頭》、《笑傲江湖II東方不敗》和《花樣年華》，並跟 吳宇森、王家衛、徐克和李翰祥等導演合作。2012年，他自言電影動效師行業將近失傳，故望退休前能培育新血，遂透過網絡平台免費招收學徒。
另外，程小龍於2016年曾獲中國郵政挑選，發行以「圓夢中國 —— 百位最具影響力人物」為主題的限量版郵票。

## 演出作品

### 劇集
| 首播     | 劇名            | 角色                          |
| 無綫電視 |                 |                               |
| 1997年   | 香港人在廣州    | 余穎鋼                        |
| 1997年   | 刑事偵緝檔案III | 喬 進（檔案一：《北京狂情》） |
| 1998年   | 天地豪情        | 龍 叔                         |
| 1998年   | 陀槍師姐        | 鄭忠義（第1集）               |
| 1998年   | 烈火雄心        | 關成武（頸叔）                |
| 1998年   | 廉政行動1998    | 卓榮（單元五：《特別通道》）  |
| 1999年   | 寵物情緣        | 康錦成                        |
| 1999年   | 刑事偵緝檔案IV  | 王 祥                         |
| 1999年   | 反黑先鋒        | 基 哥                         |
| 1999年   | 創世紀          | 張老闆（第46、47集）          |
| 2000年   | 撻出愛火花      | 張 忠                         |
| 2000年   | 陀槍師姐II      | 軍火廖（第6 - 10集）          |
| 2000年   | 廉政追擊        | 扒 哥（單元一：《阿郎故事》） |
| 2000年   | FM701           | 馬老闆                        |
| 2000年   | 金裝四大才子    | 李 孝                         |
| 2001年   | 倚天屠龍記      | 常金鵬                        |
| 2001年   | 陀槍師姐III     | 貴利成（第13 - 25集）         |
| 2001年   | 婚前昏後        | 陳祥克（第21集）              |
| 2001年   | 勇探實錄        | 跛子父親（第8集）             |
| 2002年   | 烈火雄心II      | 陳德立（第5 - 8、11、12集）   |
| 2003年   | 洗冤錄II        | 曹權威（第9集）               |
| 2011年   | 七號差館        | 阿 鐵                         |
| 中國内地 |                 |                               |
| 2004年   | 我的功夫女友    | 杜柏松                        |

### 電影
| 首映   | 電影名                   | 角色           |
| 1980年 | 有料到                   |                |
| 1988年 | 沒有爸爸的村莊           |                |
| 1990年 | 省港旗兵4                | 黃正火         |
| 1992年 | 女校風雲之邪教入侵       |                |
| 1993年 | 歲月風雲之上海皇帝       | 華             |
| 1993年 | 上海皇帝之雄霸天下       |                |
| 1994年 | 淫狼心                   |                |
| 1994年 | 但願有情人               |                |
| 1996年 | 古惑仔之人在江湖         | 小 龍          |
| 1996年 | 古惑仔2之猛龍過江        | 小 龍          |
| 1996年 | 三個受傷的警察           | 總區重案組探員 |
| 1996年 | 九月初九新娘潭           |                |
| 1997年 | 迴轉壽屍                 |                |
| 1998年 | 暗花                     | Ronny          |
| 1998年 | 98古惑仔之龍爭虎鬥       |                |
| 1998年 | 古惑仔情義篇之洪興十三妹 | 小 龍          |
| 1998年 | 豹妹                     | 徐先生         |
| 1998年 | 新古惑仔之少年激鬥篇     | 洪興堂口老大   |
| 1998年 | 生化壽屍                 | 陳金成         |
| 1998年 | 強姦3OL誘惑              | 關志堅         |
| 1999年 | 生人勿近之問米           | 駕駛教師       |
| 1999年 | 陰魂不散                 | Mike 上司      |
| 1999年 | 新家法                   | 偉 叔          |
| 1999年 | 古惑仔激情篇洪興大飛哥   |                |
| 2000年 | 網上怪談                 | 大少助手       |
| 2000年 | 古惑女2                  | 龍 叔          |
| 2000年 | 鬼名模                   | 光 Sir         |
| 2000年 | 新三狼之歡場屠夫         | 程先生         |
| 2000年 | 回頭太難                 |                |
| 2000年 | 旺角的天空3終極邊緣      | 錢繼東父親     |
| 2000年 | 里程                     | 郭老闆         |
| 2000年 | 末路人                   |                |
| 2001年 | 風水賭神                 | 方 漢          |
| 2002年 | 豐胸秘Cup                | 雷老闆         |
| 2002年 | 現代灰姑娘               | 龍先生         |
| 2004年 | 新東成西就               | 占東知府       |
| 2004年 | 2046                     | 大 寶          |
| 2014年 | 下一站再愛你             | 陳牧師         |

### 幕後製作
| 年份   | 作品名               | 備註     |
| 1987年 | 倩女幽魂             | 音響效果 |
| 1987年 | 城市麗人             | 特別視效 |
| 1989年 | 龍蛇爭霸             | 煙火設計 |
| 1990年 | 安樂戰場             | 特別視效 |
| 1990年 | 天若有情             | 視覺效果 |
| 1993年 | 黃飛鴻之三：獅王爭霸 | 煙火設計 |
| 1993年 | 方世玉               | 煙火設計 |
| 1993年 | 黃飛鴻之四：王者之風 | 煙火設計 |
| 1993年 | 刺客新傳之殺人者唐斬 | 煙火設計 |
| 1993年 | 貼身情人             | 策劃     |
| 1994年 | 追捕野狼幫           | 剪輯     |
| 1994年 | 六指琴魔             | 煙火設計 |
| 1994年 | 昨夜長風             | 煙火設計 |
| 1994年 | 但願有情人           | 策劃     |
| 1999年 | 數碼英雄             | 特別視效 |
| 2000年 | 網上怪談             | 執行監製 |
| 2000年 | 鬼名模               | 副導演   |

### 其他
- 2017年：《第22屆韓國釜山國際電影節》 頒獎嘉賓[2]

## 外部連結
- 程小龍HK的新浪微博
- 程小龍在香港影庫上的簡介
- 程小龍 - 百度百科 （页面存档备份，存于）